# Къща на Мохамед Али
Къщата на Мохамед Али (на гръцки: Οικία Μεχμέτ Αλή Πασά) е историческа постройка в източномакедонския град Кавала, Гърция. Къщата от XVIII век е роден дом на египетския владетел Мохамед Али паша и е превърната в музей.

## Местоположение
Къщата е разположена в центъра на площад „Мохамед Али“ на билото на полуостров Панагия, до църквата „Успение Богородично“.

## История
Къщата е построена в 1720 година от семейството на Мохамед Али. Красивата къща с традиционна архитектура се смята за вакъфска собственост на египетската държава заедно с парцела от 330 m2. Състои се от партер и етаж. Разположена е така, че да има панорамна гледка от всички страни. От входа си гледа към пристанището на Кавала, а от другата страна към красивия залив. Има два входа. В южната част е селямлъкът, който включва жилищните и работните зони на мъжете, както и приемните за техните посетители. В северната част се намира харемът, който съдържа помещенията за жените и прислугата на домакинството, както и личната стая на пашата, стаята на евнусите, софата с повдигната платформа в южния ѝ край. На приземния етаж на двете части са събрани всички домакински дейности в къщата. По-конкретно, долният етаж включва конюшнята за големи животни, изба за съхранение на храна и кухнята.